# Estadio de la ciudad de Bania Luka
El Gradski stadion Banja Luka (en serbio cirílico: Градски стадион Бања Лука, "estadio de la ciudad de Bania Luka") es un estadio multiusos de la ciudad de Bania Luka, en la República Srpska, Bosnia y Herzegovina. El estadio fue inaugurado el 5 de septiembre de 1937, cuenta con una capacidad de 9730 espectadores y está destinado, principalmente, para la práctica del fútbol. El club de la ciudad, el Borac Banja Luka, disputa en el estadio sus partidos como local.

## Historia
Antes de la Primera Guerra Mundial, el fútbol en Banja Luka se jugaba inicialmente en los alrededores de la ciudad. Después del conflicto, las autoridades locales consideraron que las actuales instalaciones eran inadecuadas para el Borac Banja Luka, un club que gozaba de una popularidad cada vez mayor, por lo que decidieron construir un nuevo estadio con mejores condiciones para jugar y de mayor capacidad.

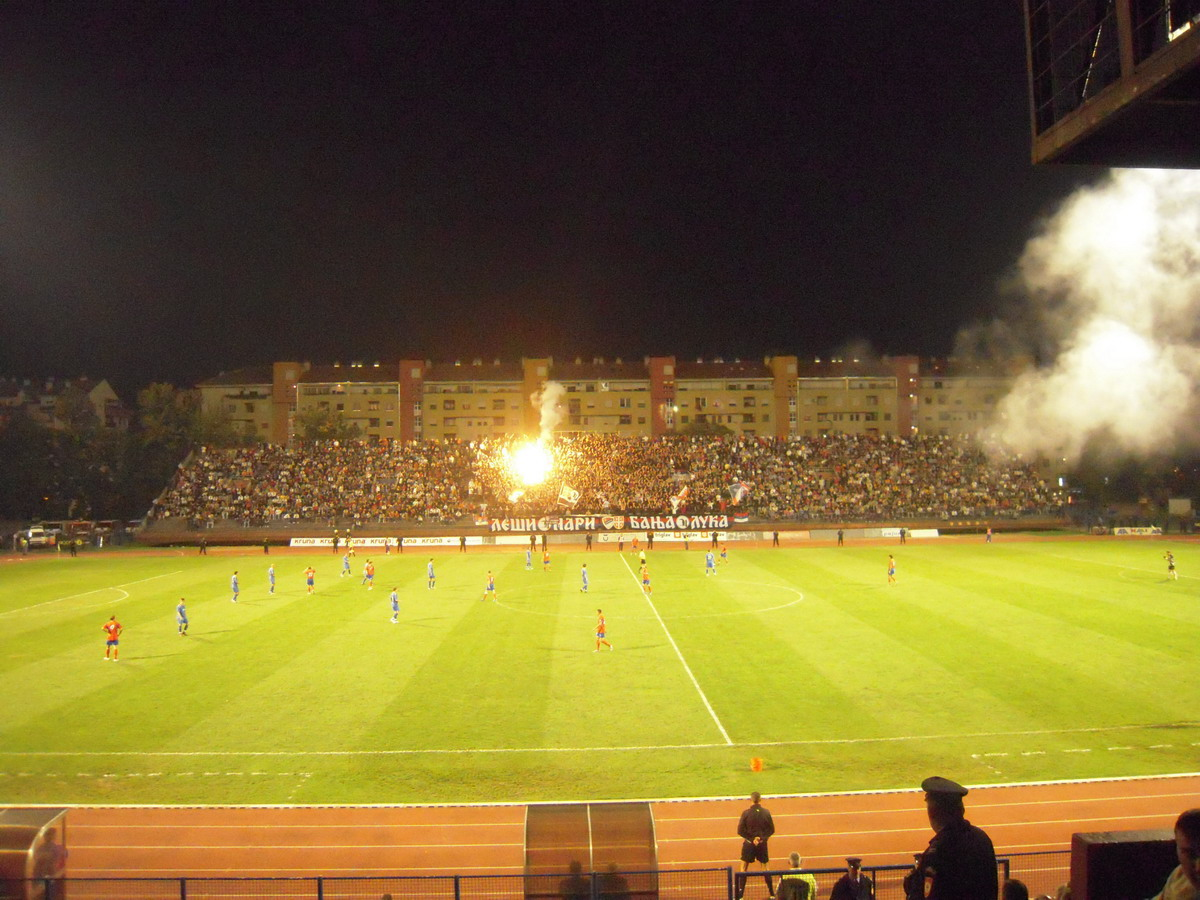
El estadio durante un partido en 2008 entre el Borac y el Željezničar.

El arquitecto del nuevo estadio fue Žarko Malić, que fue inaugurado oficialmente el 5 de septiembre de 1937. Su primer nombre oficial fue "Estadio de Bogoljub Kujundžić", pues Bogoljub Kujundžić fue quien financió la gran parte del recinto. Después de la Segunda Guerra Mundial, el estadio recibió su nombre actual, el estadio de la ciudad de Banja Luka. La mayor asistencia en el estadio fue registrada en 1989, cuando asistieron 30 000 espectadores.
El estadio ha experimentado varias ampliaciones y reconstrucciones en 1973, 1981, 2010 y 2012. El primer partido que se jugó bajo los reflectores fue el 11 de octubre de 1973. La tribuna este, donde se sitúan los seguidores más leales —los Lešinari—, se construyó en 1981. En 2010, el estadio fue reconstruido por completo. Se incorporaron asientos, los vestuarios fueron renovados, se construyó una sala vip y una sala de prensa, nueva iluminación, sistemas de sonido y videovigilancia, y también se renovaron la sala de trofeos y las instalaciones de los técnicos. En 2012, se construyó la nueva tribuna norte con una capacidad de 2.492 plazas, por lo que el estadio pasaba a tener una capacidad total de 9 730 espectadores.
Hoy en día, el estadio cumple con las demandas de la UEFA para la comodidad y la seguridad de los espectadores y que tiene una sección separada para los aficionados visitantes. En su historia, ha albergado numerosos partidos internacionales de nivel superior, reuniones, conciertos de famosas estrellas a nivel regional y mundial y otras manifestaciones. De acuerdo con los planes recientes, la tribuna este será cubierto por el techo en los próximos años. En un futuro próximo se iniciará la construcción de la grada sur, lo que aumentaría la capacidad total en, aproximadamente, 13 000 asientos.

## Conciertos
El estadio ha albergado los siguientes conciertos y acontecimientos musicales:
- 26 de junio de 2002 - Svetlana Ražnatović
- 28 de junio de 2008 - Svetlana Ražnatović
- 8 de julio de 2009 - Lepa Brena
- 24 de julio de 2009 - Lenny Kravitz
- 28 de agosto de 2009 - Goran Bregović

## Imágenes

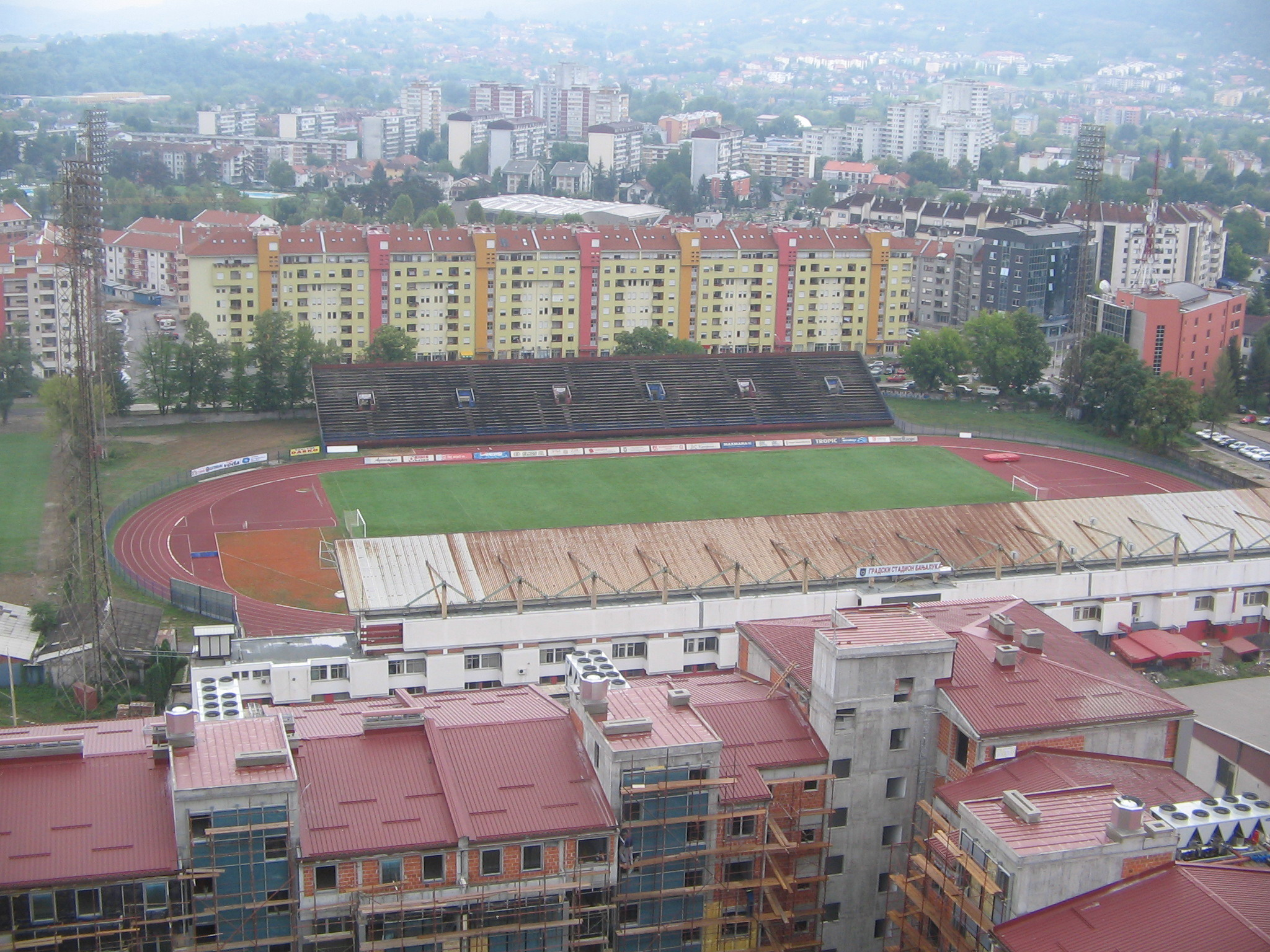
El Gradski stadion en 2007.
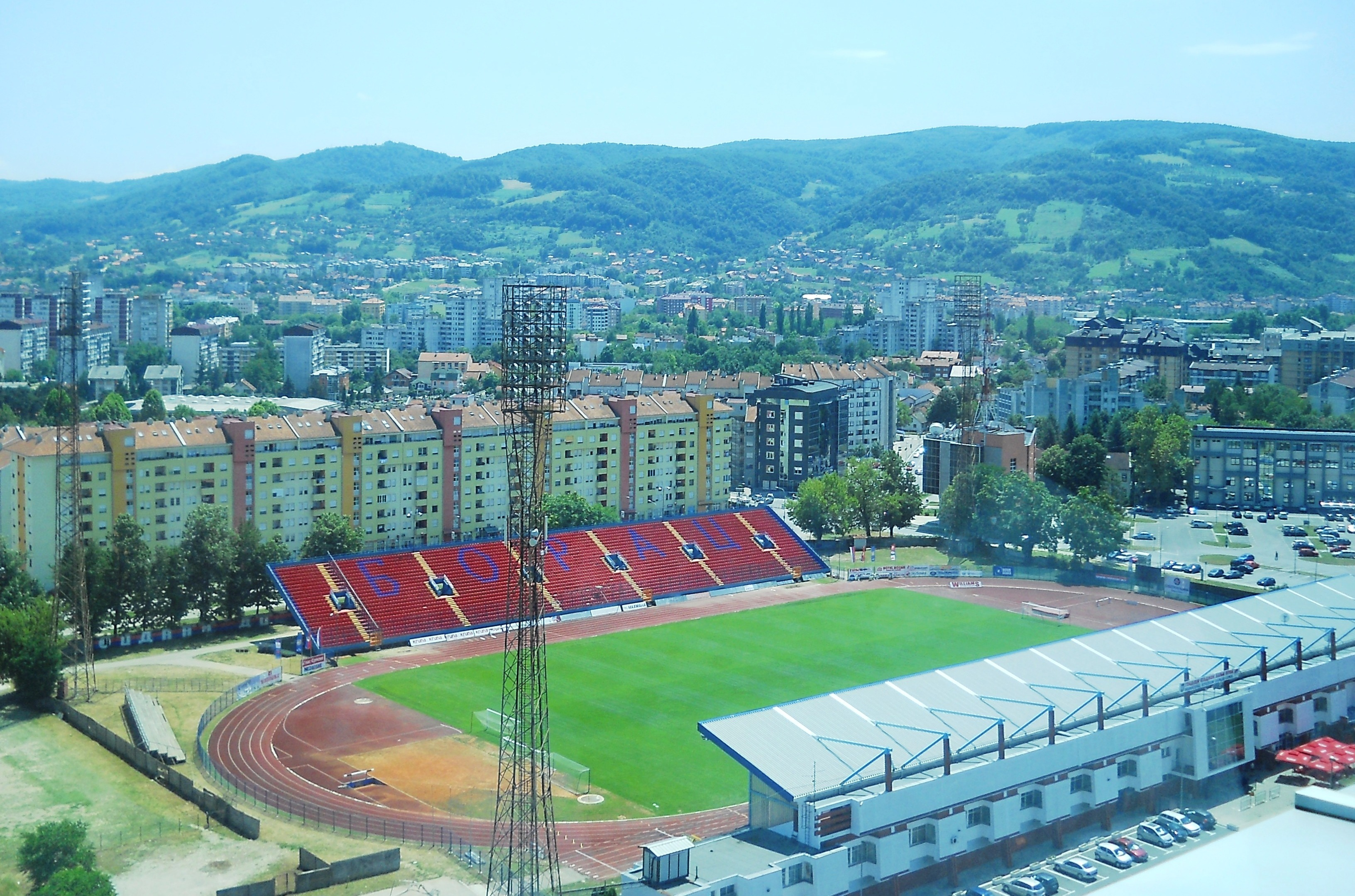
El estadio tras las reformas de 2010.
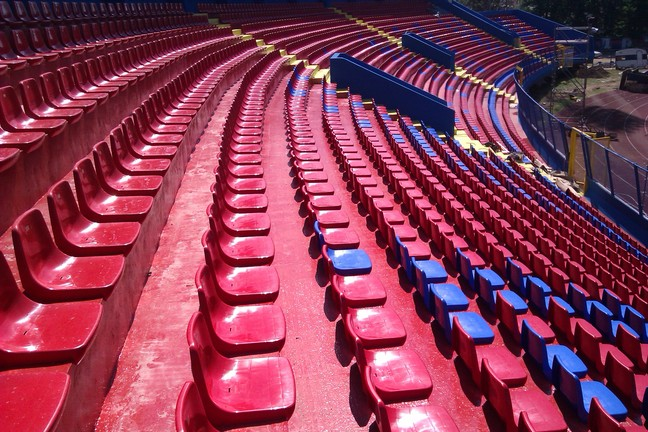
Asientos de plástico en la tribuna norte construida en 2012.
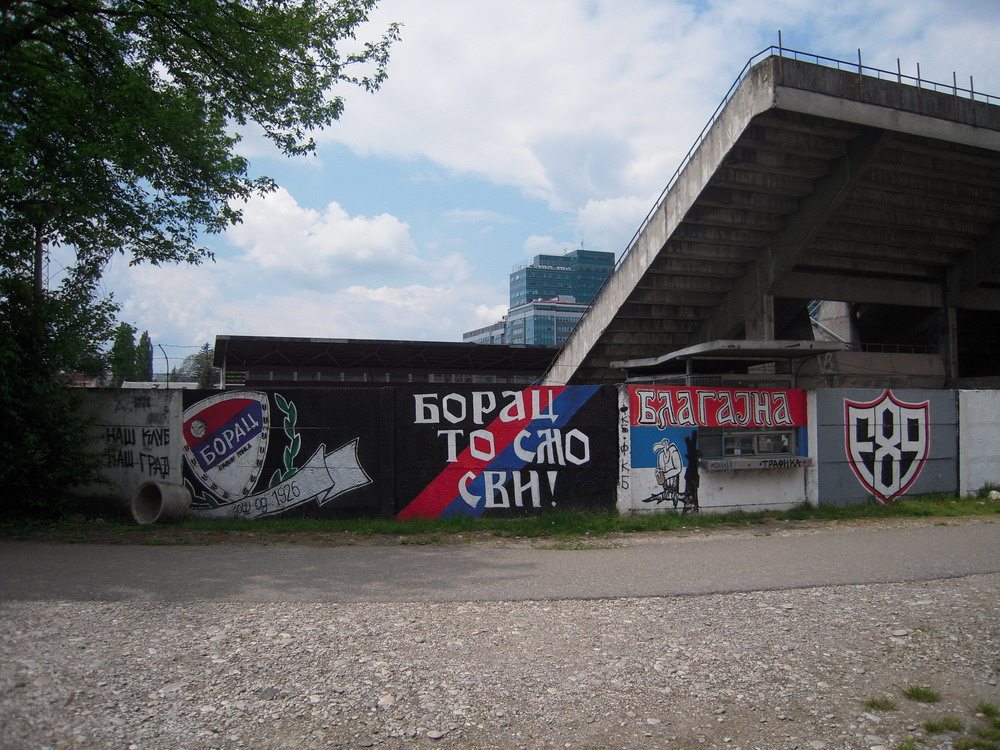
Grafitis en los exteriores del estadio.
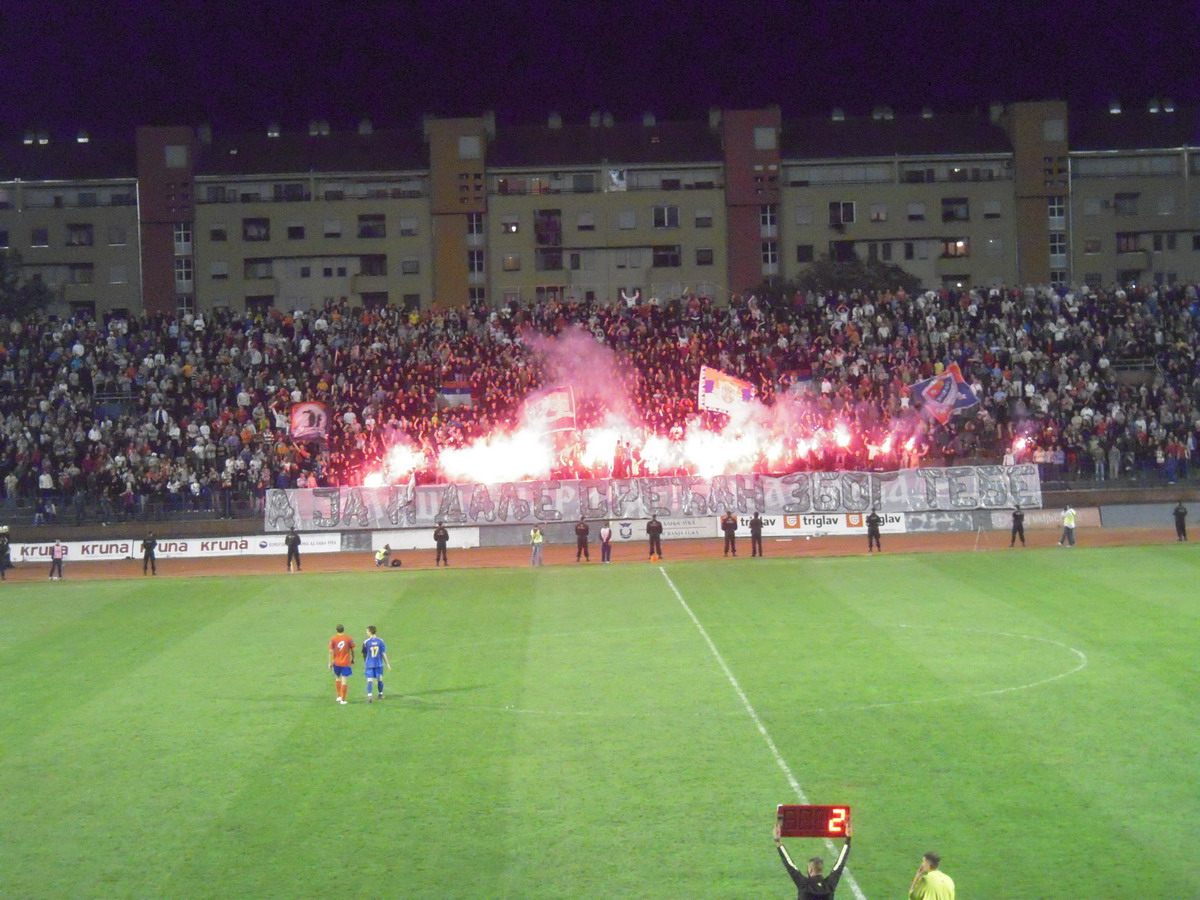
El estadio durante un partido.